# Florence Gilbert
Pour les articles homonymes, voir Gilbert.
Florence Gilbert est une actrice américaine du cinéma muet née le 20 février 1904 à Chicago, Illinois (États-Unis), et morte le 27 février 1991 à Sylmar, Los Angeles (Californie).

## Filmographie partielle
- 1920 : Down Home d'Irvin Willat
- 1921 : Le Veinard (The Lucky Dog) de Jess Robbins
- 1924 : Une biche et quarante chevaux (The Girl in the Limousine), de Larry Semon et Noel M. Smith
- 1924 : Lash of the Whip (en) de Francis Ford
- 1926 : La Chevauchée de la mort (The Johnstown Flood) d'Irving Cummings
- 1926 : The Return of Peter Grimm de Victor Schertzinger